# 羌宋镇区
羌宋镇区為緬甸孟邦毛淡棉縣的鎮區。2014年人口122,126人，區域面積404.43平方公里。該鎮區轄下45個村莊。羌宋為該鎮區首府。